# Resonatorverfahren
Das Mikrowellen-Resonatorverfahren ist ein Messverfahren zur Bestimmung der Feuchte und/oder der Masse bzw. der Dichte eines Produktes, das mit elektromagnetischen Feldern arbeitet.
Es ist für Labor- oder Prozessanwendungen geeignet. Als Sensoren kommen entweder Hohlraumresonatoren oder Streufeldresonatoren zum Einsatz. Die jeweilige, zur Messung benutzte, Resonanz wird durch zwei Parameter charakterisiert: die Resonanzfrequenz und die Halbwertsbreite der Resonanzkurve. Wird ein Messgut in den Resonator eingebracht, bzw. bei Streufeldresonatoren mit dem Resonator in Kontakt gebracht, sinkt die Resonanzfrequenz und gleichzeitig nimmt die Halbwertsbreite der Resonanzkurve zu. Bei jeder Messung wird die Veränderung dieser beiden Resonanzparameter bei Belastung des Resonators mit Meßgut gemessen. Die Veränderung beider gemessener Parameter ist in gleicher Weise abhängig von der Masse des Messgutes, jedoch in unterschiedlicher Weise von der Messgutfeuchte. Der Quotient der beiden Messgrößen ist deshalb nur abhängig von der Messgutfeuchte. Dieser Quotient ist also ein geeigneter Wert zur dichte- und masseunabhängigen Feuchtemessung.
Da die Veränderungen der beiden Resonanzparameter (Resonanzfrequenz und Halbwertsbreite) abhängig sind von der Masse des Messgutes, das sich im Messfeld befindet, kann bei Meßgütern, die den gesamten Messfeldbereich homogen bzgl. ihrer Dichte ausfüllen, eine Dichtemessung über einen der beiden Parameter erfolgen. Schwankende Produktfeuchten können mit Hilfe des anderen Resonanzparameters kompensiert werden. Die Dichtemessung ist somit feuchteunabhängig.
Eine Massemessung kann dann an Messobjekten durchgeführt werden, wenn sich diese Objekte bei der Messung in einem homogenen elektrischen Feldbereich aufhalten. Ein solches homogenes Messfeld kann nur in einem begrenzten Raumbereich erzeugt werden. Im Falle pharmazeutischer Produkte, wie Kapseln oder Tabletten, ist eine Massemessung möglich. Schwankende Produktfeuchten können mit Hilfe des anderen Resonanzparameters kompensiert werden. Die Massemessung ist somit feuchteunabhängig.